# České Brezovo
České Brezovo je obec na Slovensku v okrese Poltár. Žije v něm 444 obyvatel.

## Historie
První písemná zmínka o vesnici pochází z roku 1435. Přízvisko České se odvíjí od pobytu bratříků Jana Jiskry z Brandýsa, kteří měli nedaleko polní tábor, získali si místní obyvatele a výrazně ovlivnili jejich smýšlení. Zůstalo pak v názvu obce kvůli existenci vesnic shodného jména v okolí.

## Přírodní poměry
Obec leží v Revúcké vrchovině, v údolí potoka Poltárice. Nachází se šest kilometrů severně od Poltáru na silnici II/595 a železniční trati č. 162. Součástí obce je místní část Vaľkovo, která patří do historického regionu Malohont.

## Pamětihodnosti
- Evangelický kostel, jednolodní neorománská stavba z let 1920–1922, projektovaný architektem Milanem Michalem Harmincem
- Evangelický kostel v části Vaľkovo, klasicistní halová stavba s predstavěnou věží z roku 1836
- Asi 2,5 kilometru severovýchodně od vesnice se dochovaly terénní pozůstatky českobrezovského hradu ze čtrnáctého až patnáctého století.

## Rodáci
- František Krňan, matematik
- Bohuslav Tablic (1769–1832), básník, překladatel, literární historik a evangelický kněz